# Чуя (Иркутская область)
Чу́я — упразднённое село  в Мамско-Чуйском районе Иркутской области России. Находилось на межселённой территории, где являлось единственным населённым пунктом. Исключено из учётных данных в 2023 году.

## География
Расположено на правом берегу реки Лена, при впадении в неё реки Чуя, в 110 км (по прямой) к северо-западу от рабочего посёлка Мама, и в 22 км по Лене к юго-западу от пгт Витим (Якутия).

## История
В январе 2023 года внесен законопроект об упразднении села.
Упразднена Законом Иркутской области от 06.04.2023 № 29-ОЗ «Об упразднении отдельных населенных пунктов Иркутской области и о внесении изменений в отдельные законы Иркутской области»

## Население
| 2002 | 2010 | 2011 | 2012 | 2020 |
| ---- | ---- | ---- | ---- | ---- |
| 73   | ↘33  | ↘32  | ↘28  | ↘13  |